# Coleophora ictericella
Coleophora ictericella é uma espécie de mariposa do gênero Coleophora pertencente à família Coleophoridae.